# Liste von Verlagen in Beirut
Dies ist eine Liste von Verlagen in Beirut  im Libanon. Zu den Schwerpunkten der folgenden Liste zählen Themenbereiche der arabischen Welt und des Islam, aber auch andere.
Die Stadt Beirut ist eines der wichtigsten Verlagszentren der arabischen Welt. Viele der genannten Verlage haben auch in anderen Ländern ihren Sitz. Zentrale andere arabische Verlagsorte sind Kairo in Ägypten und Damaskus in Syrien. Die folgende Übersicht erhebt keinen Anspruch auf Aktualität oder Vollständigkeit.

## Übersicht
- ʿĀlam al-Kutub
- Dār al-Āfāq al-Dschadīda
- Dār al-Fikr
- Dār al-Gharab
- Dār al-Hikma
- Dār al-Ihyā' at-Turāth
- Dār al-Dschīl
- Dār al-Kitāb al-ʿArabī
- Dār al-Maʿrifa
- Dār al-Maschriq
- Dār al-Nadawa al-Dschadīda
- Dār al-Qalam
- Dār al-Sādir
- Dār al-Wafā li at-Tabāʿa wa an-Naschr wa at-Tawzīʿ
- Dār b. Kathīr
- Dār Bairūt li at-Tabāʿa wa an-Naschr
- Dār Ibn Hazm
- Dār Ihyā' al-ʿUlūm
- Dār al-Kutub al-ʿilmīya
- al-Maktab al-Islāmī
- al-Maktabat al-ʿAsrīya
- Mu'assisa ʿUlūm al-Qur'ān
- Mu'assisat al-Kutub al-Thaqāfīya
- Mu'assisa ar-Risāla